# Il volo oceanico
Il volo oceanico (Der Ozeanflug - Ein Radiolehrstück für Knaben und Mädchen) è un dramma didattico in 17 brevi sezioni in versi irregolari per recitazione e canto di Bertolt Brecht, pubblicato nel 1929.
Scritto per il Festival Musicale di Baden-Baden, era originariamente intitolato Der Lindberghflug (Il volo di Lindbergh),  e fu presentato in anteprima nel 1929 con musiche di Kurt Weill e Paul Hindemith in una trasmissione radiofonica, eseguita dall'Orchestra sinfonica di Baden-Baden e Friburgo, sotto la direzione di Hermann Scherchen.
Poco dopo, Weill sostituì le sezioni di Hindemith con la sua musica e questa nuova versione (descritta come una 'cantata per soli, coro e orchestra') fu presentata al Teatro Kroll di Berlino il 5 dicembre 1929, diretta da Otto Klemperer. 
Brecht cambiò il titolo in occasione della messa in onda del dramma dall'emittente Süddeutscher Rundfunk di Stoccarda nel 1950 per esprimere il suo dissenso verso l'adesione di Charles Lindbergh al partito Nazional-socialista tedesco; con una lettera datata 3 gennaio, Brecht indicava le sostituzioni da apportare al testo e pubblicava un prologo da recitare anche nelle successive rappresentazioni.

## Edizioni
- Bertolt Brecht, Drammi didattici, traduzione di Consolina Vigliero Rigoli, coll.Gli struzzi, Einaudi, 1980.